# Damernas 30 km vid världsmästerskapen i nordisk skidsport 2021
Damernas 30 km vid världsmästerskapen i nordisk skidsport 2021 arrangerades den 6 mars 2021 i Oberstdorf i Tyskland. Det var den elfte tävlingen i längdåkning som avgjordes under mästerskapet, den sjätte och sista för damer. Tävlingen var i klassisk stil med masstart. 50 utövare från 18 länder deltog.
Världsmästare blev Therese Johaug från Norge, som därmed tog sitt fjärde guld under mästerskapet efter att även ha vunnit i skiathlon, 10 km och stafett. Det var den fjärde gången Johaug blev världsmästare på 30 km efter att tidigare ha vunnit 2011, 2015 och 2019. Heidi Weng från Norge tog silver, vilket var hennes andra medalj under mästerskapet och hennes tredje individuella VM-medalj i karriären. Bronsmedaljör blev Frida Karlsson från Sverige, som därmed tog sin tredje individuella medalj under mästerskapet och sin sjätte VM-medalj i karriären.
Regerande världsmästare från 2019, då tävlingen gick i fristil, var Therese Johaug, medan Ingvild Flugstad Østberg från Norge var regerande silvermedaljör och Frida Karlsson var regerande bronsmedaljör. Østberg deltog inte i loppet.

## Resultat
Tävlingen startade kl. 12:30 lokal tid (UTC+1).
| Pl | Nr | Namn                    | Nation              | Tid       | Diff.    |
| -- | -- | ----------------------- | ------------------- | --------- | -------- |
| 1  | 2  | Therese Johaug          | Norge               | 1:24.56,3 | ±0       |
| 2  | 11 | Heidi Weng              | Norge               | 1:27.30,5 | +2.34,2  |
| 3  | 5  | Frida Karlsson          | Sverige             | 1:27.31,1 | +2.34,8  |
| 4  | 1  | Ebba Andersson          | Sverige             | 1:27.32,6 | +2.36,3  |
| 5  | 6  | Teresa Stadlober        | Österrike           | 1:27.42,9 | +2.46,6  |
| 6  | 23 | Anne Kjersti Kalvå      | Norge               | 1:28.26,5 | +3.30,2  |
| 7  | 19 | Tiril Udnes Weng        | Norge               | 1:28,29,8 | +3.33,5  |
| 8  | 8  | Krista Pärmäkoski       | Finland             | 1:28.38,0 | +3.41,7  |
| 9  | 4  | Tatjana Sorina          | Ryska skidförbundet | 1:28.47,6 | +3.51,3  |
| 10 | 32 | Laura Gimmler           | Tyskland            | 1:29.04,9 | +4.08,6  |
| 11 | 24 | Masako Ishida           | Japan               | 1:29.07,6 | +4.11,3  |
| 12 | 10 | Jana Kirpitjenko        | Ryska skidförbundet | 1:29.29,0 | +4.32,7  |
| 13 | 18 | Johanna Matintalo       | Finland             | 1:29.38,3 | +4.42,0  |
| 14 | 16 | Emma Ribom              | Sverige             | 1:29.38,5 | +4.42,2  |
| 15 | 20 | Sadie Maubet Bjornsen   | USA                 | 1:29.38,7 | +4.42,4  |
| 16 | 22 | Laura Mononen           | Finland             | 1:29.44,7 | +4.48,4  |
| 17 | 14 | Delphine Claudel        | Frankrike           | 1:30.00,4 | +5.04,1  |
| 18 | 3  | Katharina Hennig        | Tyskland            | 1:30.13,3 | +5.17,0  |
| 19 | 9  | Kateřina Razýmová       | Tjeckien            | 1:30.20,5 | +5.24,2  |
| 20 | 43 | Marija Istomina         | Ryska skidförbundet | 1:30.26,7 | +5.30,4  |
| 21 | 17 | Anamarija Lampič        | Slovenien           | 1:30.30,6 | +5.34,3  |
| 22 | 33 | Sofie Krehl             | Tyskland            | 1:31.01,9 | +6.05,6  |
| 23 | 25 | Katherine Stewart-Jones | Kanada              | 1:31.02,0 | +6.05,7  |
| 24 | 29 | Pia Fink                | Tyskland            | 1:31.21,5 | +6.25,2  |
| 25 | 7  | Helene Marie Fossesholm | Norge               | 1:31.45,5 | +6.49,2  |
| 26 | 15 | Hailey Swirbul          | USA                 | 1:31.51,9 | +6.55,6  |
| 27 | 36 | Cendrine Browne         | Kanada              | 1:32.53,9 | +7.57,6  |
| 28 | 40 | Sophia Laukli           | USA                 | 1:32.57,0 | +8.00,7  |
| 29 | 30 | Vilma Nissinen          | Finland             | 1:33.13,5 | +8.17,2  |
| 30 | 27 | Anna Sjevtjenko         | Kazakstan           | 1:33.20,2 | +8.23,9  |
| 31 | 12 | Alisa Zjambalova        | Ryska skidförbundet | 1:33.22,1 | +8.25,8  |
| 32 | 26 | Petra Nováková          | Tjeckien            | 1:33.26,3 | +8.30,0  |
| 33 | 31 | Valerija Tiuleneva      | Kazakstan           | 1:33.53,2 | +8.56,9  |
| 34 | 45 | Dahria Beatty           | Kanada              | 1:34.57,3 | +10.01,0 |
| 35 | 37 | Masae Tsuchiya          | Japan               | 1:35.34,5 | +10.38,2 |
| 36 | 34 | Petra Hynčicová         | Tjeckien            | 1:36.00,8 | +11.04,5 |
| 37 | 28 | Katharine Ogden         | USA                 | 1:36.27,0 | +11.30,7 |
| 38 | 13 | Nadine Fähndrich        | Schweiz             | 1:36.49,6 | +11.53,3 |
| 39 | 35 | Miki Kodama             | Japan               | 1:37.47,5 | +12.51,2 |
| 40 | 42 | Irina Bykova            | Kazakstan           | 1:38.55,3 | +13.59,0 |
| 41 | 41 | Maryna Antsybor         | Ukraina             | 1:39.07,2 | +14.10,9 |
| 42 | 38 | Valentyna Kaminska      | Ukraina             | 1:42.59,1 | +18.02,8 |
| 43 | 47 | Lee Eui-jin             | Sydkorea            | 1:44.57,8 | +20.01,5 |
| 44 | 46 | Nina Riedener           | Liechtenstein       | 1:45.47,1 | +20.50,8 |
| 45 | 49 | Han Da-som              | Sydkorea            | 1:47.50,7 | +22.54,4 |
| 46 | 48 | Viktorija Olech         | Ukraina             | 1:48.45,3 | +23.49,0 |
| 47 | 44 | Julija Krol             | Ukraina             | varvad    | *        |
| 48 | 50 | Jaqueline Mourão        | Brasilien           | varvad    | *        |
| *  | 21 | Charlotte Kalla         | Sverige             | DNF       | *        |
| *  | 39 | Angelina Sjuryga        | Kazakstan           | DNF       | *        |